# دومفريزشير كلايدسديل وتويدديل (دائرة انتخابية في المملكة المتحدة)
دومفريزشير، كلايدسديل وتويدديل (بالإنجليزية: Dumfriesshire, Clydesdale and Tweeddale)‏ هي إحدى الدوائر الانتخابية في المملكة المتحدة الممثلة في مجلس العموم في برلمان المملكة المتحدة.
عضو البرلمان الذي يمثلها حالياً هو :David Mundell (Con).